# Campylium amblystegioides
Campylium amblystegioides är en bladmossart som beskrevs av Brotherus 1929. Campylium amblystegioides ingår i släktet spärrmossor, och familjen Amblystegiaceae. Inga underarter finns listade i Catalogue of Life.